# لين بودن
لين بودن (بالإنجليزية: Lynn Boden)‏ هو لاعب كرة قدم أمريكية أمريكي، ولد في 5 يونيو 1953 في سترومسبورغ في الولايات المتحدة.

## وصلات خارجية
- لين بودن على موقع مرجع كرة القدم المحترفة.كوم (الإنجليزية)